# 이스: 셀세타의 수해
《이스: 셀세타의 수해》는 니혼 팔콤이 제작한 액션 롤플레잉 게임이다. 본래 플레이스테이션 비타 플랫폼으로 개발돼 2012년 9일 일본에서 처음 발매됐다. 서양 지역에선 《이스: 셀세타의 기억》이라는 제목으로 발매됐다.
《셀세타의 수해》는 본래 1990년대에 외주제작됐던 시리즈 4번째에 해당하는 게임들, 《이스 IV: 마스크 오브 더 선》과 《이스 IV: 더 던 오브 이스》를 밀어내고 니혼 팔콤이 공인하는 시리즈 정식 4번째 게임이다. 플레이어는 시리즈 주인공 아돌 크리스틴을 조작하며, 이전 게임들과는 달리 처음에 기억상실이 걸린 상태로 셀세타의 숲을 모험하는 것으로 시작한다.
2015년 중국에서 마이크로소프트 윈도우 이식판이 발매됐으며, 2018년 7월 엑시드 게임스가 배급한 윈도우판이 전세계에 동시출시됐다. 2019년 5월 플레이스테이션 4판이 출시됐다.

## 출시
《이스: 셀세타의 수해》는 플레이스테이션 비타로 먼저 처음 개발됐으며, 일본에서 2012년 9월 27일 처음 출시됐다. 북미 지역에선 엑시드 게임스가 배급해 2013년 11월 26일 출시됐다. 유럽 지역에선 NIS 아메리카가 배급해 2014년 2월 21일 출시됐다. 2015년에 중국에서 비타판에 기반한 윈도우 이식판이 출시됐다.
2018년 7월 25일, 엑시드 게임스가 배급한 마이크로소프트 윈도우판이 스팀과 GOG.com을 통해 전세계에 동시발매됐다. 2019년 5월 16일, 플레이스테이션 4 이식판이 일본에서 출시됐다. 이후 플레이스테이션 4판은 북미와 유럽 지역에 각각 2020년 6월 9일, 6월 19일에 발매됐다.

## 반응
《이스: 셀세타의 수해》의 플레이스테이션 비타판은 리뷰 애그리게이터 웹사이트 메타크리틱에서 "대체적으로 긍정적인 평가"를 받았다.

## 참조

### 내용주
1. ↑  일본어: イース セルセタの樹海
2. ↑  영어: Ys: Memories of Celceta